# Лазар Еленовски
Лазар Еленовски (на македонска литературна норма: Лазар Еленовски) е политик от Северна Македония.

## Биография
Роден е на 19 март 1971 година в град Скопие. Завършва Икономическия факултет в Скопие, където учи Икономическо развитие и международни финанси. През февруари 1992 година става член на СДСМ. Между 1996 и 1999 година е основател и генерален секретар на Социалдемократическата младеж на Македония, а след това и неин председател до 2001 г. Министър на отбраната на Република Македония от 2006 до 2008 г.